# Neoperla carlsoni
Neoperla carlsoni és una espècie d'insecte plecòpter pertanyent a la família dels pèrlids.

## Hàbitat
En el seu estadi immadur és aquàtic i viu a l'aigua dolça, mentre que com a adult és terrestre i volador.

## Distribució geogràfica
Es troba a Nord-amèrica: Alabama, Arkansas, Florida, Louisiana, Missouri, Mississipi, Carolina del Sud, Texas i Virgínia.